# 叉焼飯

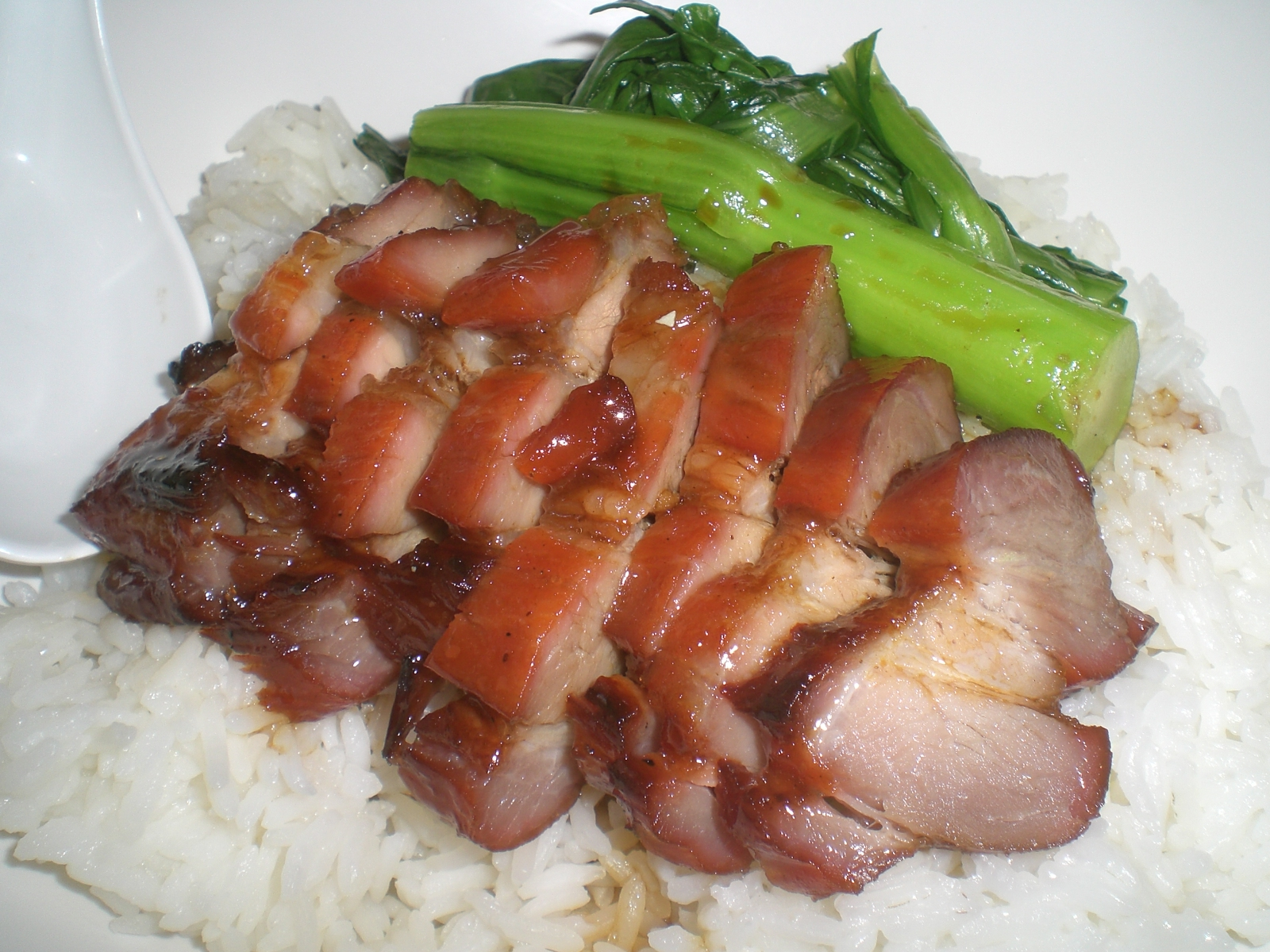
油菜添え叉焼飯

叉焼飯（チャーシューライス、広東語 チャーシウファン、タイ語 カオムーデーン（ข้าวหมูแดง））は、米飯の上に叉焼を載せ、タレをかけて提供される料理である。香港では何処でも食べられるローカルフードである
タイ王国でも屋台や食堂などで食べる事ができるという

## 内容
「蜜汁叉焼」を切って皿に盛ってある飯の上に載せ、醤油ベースのタレをかける。飯の横には、「郊外油菜」（アブラナに似た野菜の茎の部分）や、ゆでたレタスなどを横に添える。また「例湯」と呼ばれるスープを付ける店もある。
「燒臘店」（シウラプディム）と呼ばれる、叉焼やローストダックの焼き物専門店で提供されており、安価で注文してから数分で調理が終了する事もあって、テイクアウトで買ってゆく客も多い。また「茶餐廳」でも売られている。

## 燒臘店

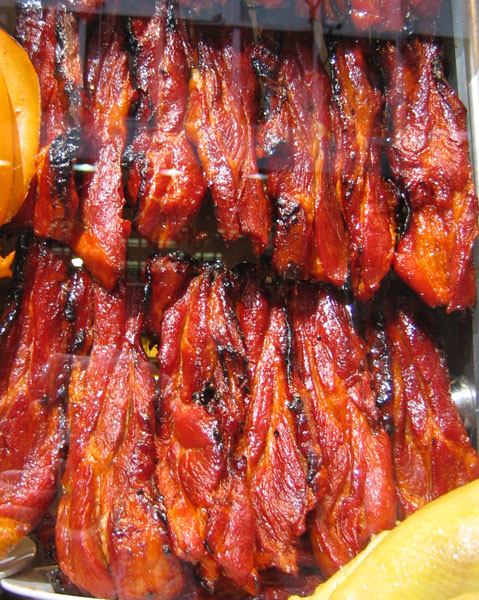
燒臘店の店頭に吊るされた叉焼

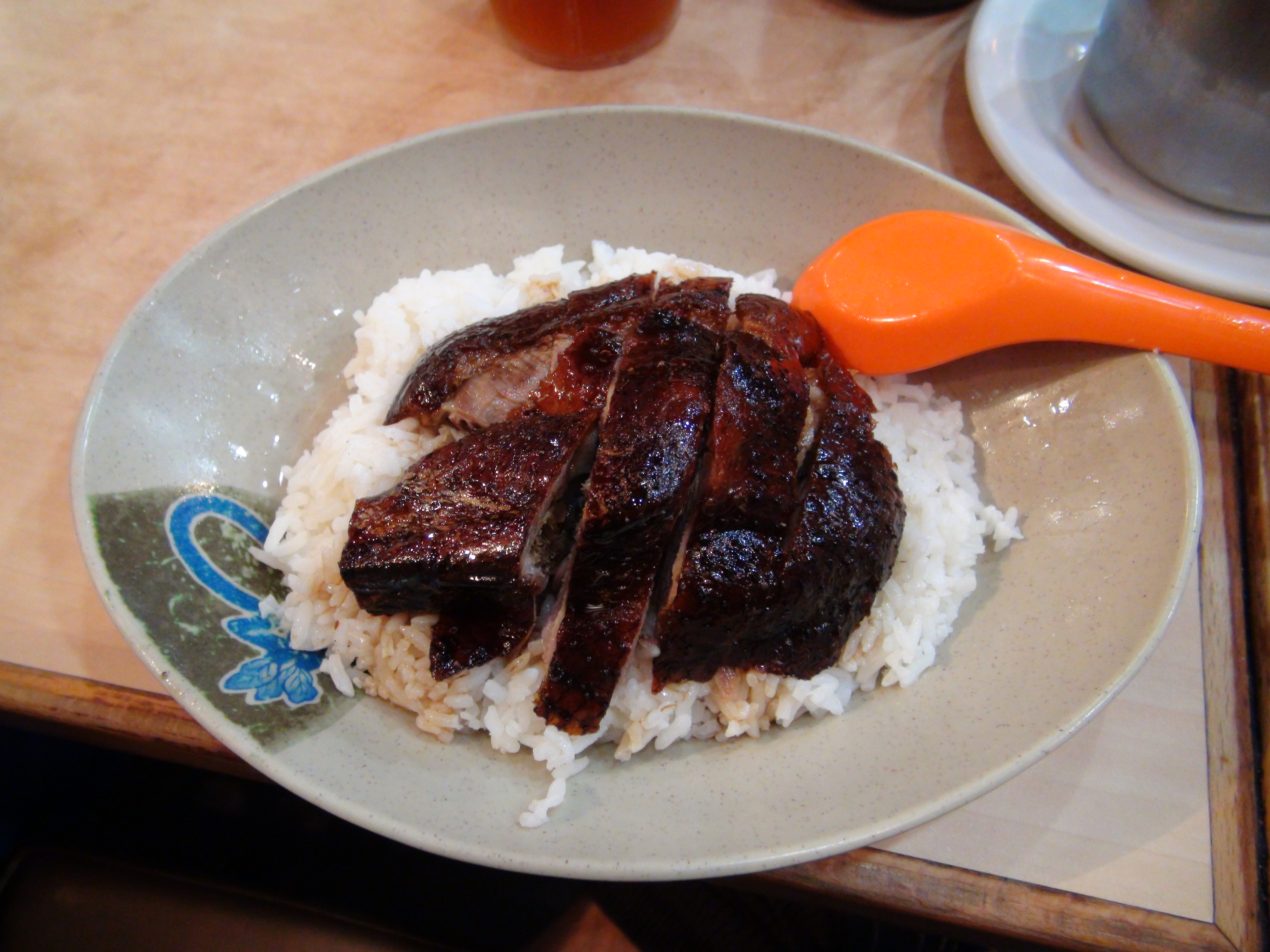
燒鵝飯（ガチョウのローストライス）

燒臘店は、叉焼やガチョウ、鶏や鳩のローストを専門に提供する店で、香港では至る所に店があり、チェーン店も幾つかある。
持ち帰り専門店と食堂を併設した店があり、持ち帰り専門店は、肉を客の求める量だけ量り売りするのに対し、食堂を併設した店は、店頭で肉の量り売りをする一方、好みの肉を飯の上にのせて提供する「燒味飯」を販売している。
店員は、客からの注文を受けると、注文された種類の肉を包丁でブツ切りし、別の店員が用意した飯の上に肉を載せ、タレをかけて野菜を添える。その間2～3分で出来上がり、一種のファストフードともいえる。
燒臘店で売られる主なメニューは以下の通り。
- 蜜汁叉焼飯（チャーシューファン）（チャーシューライス）
- 白切鶏飯（チッガイファン）（蒸し鶏のせライス）
- 燒鶏飯（ローストチキンのせライス）
- 燒鵝飯（ガチョウのローストのせライス）
- 燒乳豬飯（子豚のローストのせライス）
- 三寶飯（三種類の肉を載せたライス）
- 燒鴨飯（シューオウファン）（鴨のローストのせライス）
- 燒肉飯（シューヨックファン）（塩豚のローストのせライス）

また、飯の上に載せる肉を、「單拼」（一種類のみの肉を載せる）、「雙拼」（二種類の肉を選んで載せる）を選択できる店も多い。
「茶餐廳」では、叉焼の上に目玉焼きを載せた「煎蛋叉焼飯」や、溶き玉子をかけただけの「滑蛋叉焼飯」というメニューもある。